# Lupita Palomera
María Guadalupe Palomera Chávez (La Yesca, Territorio de Tepic [Nayarit], 12 de diciembre de 1913 – Ciudad de México, 16 de noviembre de 2008), conocida artísticamente como Lupita Palomera, fue una cantante mexicana, considerada una de las grandes boleristas de la época de oro de la radio mexicana y de la Época de Oro del cine mexicano. Durante algún tiempo fue conocida como «La Novia de la Canción», por su belleza física y sentimiento interpretativo, y también se le llamó «La Voz más Dulce de la Radio».

## Biografía
Nació en 1913 en el pueblo de La Yesca, en el entonces Territorio de Tepic (el actual Estado de Nayarit), hija del tesorero municipal Luis Palomera y de Josefina Chávez. Creció en Guadalajara, Jalisco, donde cursó sus estudios primarios.
Se inició como cantante en la estación de radio XED de Guadalajara. Llegó a la Ciudad de México en 1934 y tuvo un buen sitio en los programas de la XEW La hora azul y El club de la escoba y el plumero. Hizo su primera grabación en 1937, pero fue en 1938 cuando consiguió su primer gran éxito al grabar la canción «Vereda tropical», de Gonzalo Curiel, para Discos RCA Víctor.
Conoció a su marido, el cantante y actor Fernando Fernández, en el Teatro Lírico; llegaron a trabajar juntos en programas de la XEW patrocinados por Colgate-Palmolive. Se casaron en 1941 y tuvieron tres hijas.
Para el sello RCA Víctor grabó varios discos de larga duración, entre ellos Canta Lupita Palomera, La inspiración de Agustín Lara en la voz de Lupita Palomera y La inspiración de los Hnos. Domínguez en la voz de Lupita Palomera.

## Discografía
- Las estrellas de La Hora Azul: Lupita Palomera
- RCA 100 años de música: Lupita Palomera (2001)

## Filmografía
- Hombres de mar (1938)
- Padre mercader (1938)
- Sangre en las montañas (1938)
- El circo trágico (1939)
- Nuevo amanecer (1954)
- Caminos de Ayer (1943)